# Nicki Nicole: BZRP Music Sessions, Vol. 13
«Nicki Nicole: BZRP Music Sessions, Vol. 13» —también conocida como «Cuando te veo»— es una canción del productor argentino Bizarrap y la cantante Nicki Nicole. Fue lanzada el 14 de agosto de 2019 a través del sello Dale Play Records. La canción fue escrita por Nicki Nicole.

## Antecedentes
Después de la Music Sessions con el cantante trapero Mesita, el 14 de agosto de 2019, se lanzó una colaboración con la cantante rosarina Nicki Nicole. Escaló 70 puestos y debutó en el top 3 del Argentina Hot 100.

## Video musical
El videoclip está compuesto por la intérprete de la canción, Nicki Nicole, filmada por 4 cámaras de cada ángulo, mientras el productor, Bizarrap, está atrás moviéndose mientras Nicole la interpreta.

## Presentaciones en vivo
«Nicki Nicole: Bzrp Music Sessions, Vol. 13» fue interpretada por primera vez en vivo por Bizarrap en el Buenos Aires Trap el 30 de noviembre de 2019.

## Posicionamiento en listas
| Listas (2019)       | Mejor posición |
| ------------------- | -------------- |
| Argentina (Hot 100) | 3              |

## Certificaciones
| País (organismo certificador) | Certificación    | Unidades certificadas |
| ----------------------------- | ---------------- | --------------------- |
| España (PROMUSICAE)           | Platino          | 60 000                |
| México (AMPROFON)             | 4x Platino + Oro | 270 000               |

## Historial de lanzamiento
| Región | Fecha 12 09 2022     | Formato                     | Discográfica      | Ref.SI |
| ------ | -------------------- | --------------------------- | ----------------- | ------ |
| Varios | 14 de agosto de 2019 | Descarga digital, streaming | DALE PLAY Records | [ 10 ] |